# О’Делл, Джордж
Джордж О'Делл (англ. George O'Dell; 13 января 1945, Хемел-Хемпстед, Великобритания — 23 марта 1981, там же) — британский мотогонщик, чемпион мира по шоссейно-кольцевым гонкам в классе мотоциклов с колясками 1977 года, чемпион Великобритании 1975 года.

## Спортивная карьера
Джордж О'Делл начал участвовать в гонках в 1967 году в возрасте 22 лет на 650-кубовом мотоцикле Triumph, его напарником выступал Алан Гослинг. На тот момент речь шла о гонках местного значения, включая британский чемпионат по гонкам на мотоциклах к коляскам. В 1970 году О'Делл дебютировал в гонке Isle of Man TT, входившей в зачёт Чемпионата мира, а с 1975 года начал стартовать в гонках уровня ЧМ на регулярной основе.
Алана Гослинга сменил Билл Болдинсон, позже вернулся Гослинг, но подлинного успеха О'Делл добился с опытным пассажиром Кенни Артуром, с которым выиграл мировой титул 1977 года. Интересно, что О'Делл стал одним из трёх пилотов, завоевавших титул без единой победы в сезоне (вторым стал Бруно Хольцер в чемпионате класса B2B 1979 года, а третьим — Вернер Шварцель в 1982 году). При этом О'Делл — единственный чемпион мира, который не одержал вообще ни одной победы в карьере. Его успех в гонках был достигнут в первую очередь благодаря консервативному подходу — используя стандартный, не модифицированный мотор Yamaha, он не был самым быстрым, но был самым надёжным, финишировав на подиуме в 6 из 7 Гран-При сезона 1977 года.
В середине чемпионского сезона О'Делл приобрёл у Рольфа Биланда дорогое и сверхсовременное шасси Seymaz, которое, как он полагал, позволит ему стать быстрее и завоевать титул. Но в итоге Seymaz оказался ненадёжным, и О'Делл вынужден был вернуться к старому, но крепкому шасси Windle, на котором начинал сезон.
Интересно, что по итогам сезона чемпионские медали получили Джордж О'Делл и его напарник Клифф Холланд, с которым он завершил сезон, хотя большую часть очков он набрал с другим пассажиром, Кенни Артуром. Позже FIM пересмотрела результаты чемпионата и наградила чемпионской медалью и Кенни Артура; при этом лишать Холланда титула не стали.
В сентябре 1977 года О'Делл на новом шасси Schmid принимал участие в демонстрационной гонке на трассе в Лагуна-Сека (США) и попал в серьёзную аварию, в которой сломал ногу и, что главное, получил ряд отложенных проблем с позвоночником. Впоследствии эта травма привела к частичному параличу и резкому замедлению реакции, что заметно снизило гоночные результаты О'Делла.

## Болезнь и смерть
В 1980 году врач отстранил О'Делла от любых соревнований из-за риска повторного повреждения позвоночника и, как следствие, полного паралича. Это вызвало у пилота депрессию и постепенное помутнение рассудка. Вторая жена О'Делла, Джойс, не выдержала этого и ушла от него к родителям; О'Делл, вооружённый дробовиком, явился туда и ранил Джойс, её отчима и брата. Приехавшие по вызову полицейские сумели в результате шестичасовых переговоров вывести заложников из дома, а О'Делла отправить в больницу. Выйдя из больницы, он в приступе безумия поджёг свой дом и сам погиб в огне 13 марта 1981 года.

## Результаты выступлений в чемпионате мира по шоссейно-кольцевым гонкам на мотоциклах с колясками
| Легенда к таблице |                                                 |
| --- | ----------------------------------------------- |
| В таблице перечислены результаты всех этапов чемпионата мира, в которых принимал участие гонщик либо пассажир. Строками таблицы являются сезоны, столбцами все гонки этапов чемпионата мира, напарник и мотоцикл. В клетках указаны сокращённое название этапа и результат, клетка дополнительно обозначена цветом. Расшифровка обозначений и цветов представлена в нижеследующей таблице. |                                                 |
| \| Пример \| Описание \| \| ------------ \| ----------------------------------------------- \| \| 1 \| Победитель \| \| 2 \| Второе место \| \| 3 \| Третье место \| \| \| Финишировал в очковой зоне \| \| \| Финишировал вне очковой зоны \| \| НКЛ \| Не классифицирован \| \| Сход \| Не финишировал \| \| НКВ \| Не прошёл квалификацию \| \| НПКВ \| Не прошёл предварительную квалификацию \| \| ДСК \| Дисквалифицирован \| \| ИСК \| Исключён из протокола соревнований \| \| НС \| Не стартовал в гонке \| \| Т \| Травмирован или болен \| \| ОТК \| Отказ от участия \| \| НТР \| Прибыл на соревнования, но на трассу не выезжал \| \| НПР \| Не прибыл к началу соревнований \| \| НД \| Недопущен до старта \| \| О \| Гонка отменена \| \| \| Не участвовал \| \| Поул-позиция \| \| \| Быстрый круг \| \| |                                                 |
| Пример | Описание                                        |
| 1 | Победитель                                      |
| 2 | Второе место                                    |
| 3 | Третье место                                    |
| | Финишировал в очковой зоне                      |
| | Финишировал вне очковой зоны                    |
| НКЛ | Не классифицирован                              |
| Сход | Не финишировал                                  |
| НКВ | Не прошёл квалификацию                          |
| НПКВ | Не прошёл предварительную квалификацию          |
| ДСК | Дисквалифицирован                               |
| ИСК | Исключён из протокола соревнований              |
| НС | Не стартовал в гонке                            |
| Т | Травмирован или болен                           |
| ОТК | Отказ от участия                                |
| НТР | Прибыл на соревнования, но на трассу не выезжал |
| НПР | Не прибыл к началу соревнований                 |
| НД | Недопущен до старта                             |
| О | Гонка отменена                                  |
| | Не участвовал                                   |
| Поул-позиция |                                                 |
| Быстрый круг |                                                 |

| Год        | Пассажир       | Мотоцикл      | 1     | 2        | 3        | 4        | 5     | 6     | 7        | 8     | Место | Очки |
| ---------- | -------------- | ------------- | ----- | -------- | -------- | -------- | ----- | ----- | -------- | ----- | ----- | ---- |
| 1970       | Питер Стокдэйл | Triumph       | GER   | FRA      | MAN 36   | NED      | BEL   | CZE   | FIN      | ULS   | -     | 0    |
| 1972       | Билл Болдисон  | BSA           | GER   | FRA      | AUT      | MAN 9    | NED   | BEL   | CZE      | FIN   | 28    | 2    |
| 1973       | Билл Болдисон  | BSA           | FRA   | AUT      | GER      | MAN 7    | NED   | BEL   | CZE      | FIN   | 24    | 4    |
| 1974       | Билл Болдисон  | BSA           | FRA   | GER      | AUT      | NAT      | MAN 2 | NED   | BEL      | CZE   | 12    | 12   |
| 1975       | Алан Гослинг   | Renwick-König | FRA   | AUT 6    | GER      | MAN Сход | NED 4 | BEL   | CZE      |       | 12    | 13   |
| 1976       | Алан Гослинг   | Windle-Yamaha | FRA   | AUT Сход | MAN Сход | NED      | BEL 6 |       |          |       | 8     | 21   |
| 1976       | Кенни Артур    | Windle-Yamaha |       |          |          |          |       | CZE 5 | GER 3    |       | 8     | 21   |
| 1977       | Кенни Артур    | Windle-Yamaha | AUT 2 | GER 3    |          |          |       |       |          |       | 1     | 64   |
| 1977       | Кенни Артур    | Seymaz-Yamaha |       |          | FRA 2    |          |       |       |          |       | 1     | 64   |
| 1977       | Клифф Холланд  | Seymaz-Yamaha |       |          |          | NED Сход | BEL 3 |       |          |       | 1     | 64   |
| 1977       | Клифф Холланд  | Windle-Yamaha |       |          |          |          |       | CZE 3 | GBR 3    |       | 1     | 64   |
| 1978       | Клифф Холланд  | Seymaz-Yamaha | AUT 4 | FRA 4    | NAT 10   | NED      | BEL   | GBR 5 | GER Сход | CZE   | 8     | 23   |
| 1979 (B2A) | Клифф Холланд  | Yamaha        | AUT   | GER 4    | NED      | BEL      | SWE   | GBR   | CZE      |       | 10    | 8    |
| 1980       | Кеннет Уильямс | ?-Yamaha      | FRA   | JUG      | NED 9    | BEL 9    | FIN   | GBR 3 |          | GER 6 | 8     | 21   |
| 1980       | Билл Болдисон  | ?-Yamaha      |       |          |          |          |       |       | CZE 9    |       | 8     | 21   |

## Результаты выступлений на гонке Isle of Man TT[6]
| Год  | Класс               | Мотоцикл      | Пассажир       | Позиция в классе |
| ---- | ------------------- | ------------- | -------------- | ---------------- |
| 1970 | Sidecar 500сс TT    | Triumph       | Питер Стокдэйл | 36               |
| 1970 | Sidecar 750сс TT    | Triumph       | Питер Стокдэйл | Сход             |
| 1972 | Sidecar 500сс TT    | BSA           | Билл Болдисон  | 9                |
| 1972 | Sidecar 750сс TT    | BSA           | Билл Болдисон  | 11               |
| 1973 | Sidecar 500сс TT    | BSA           | Билл Болдисон  | 7                |
| 1973 | Sidecar 750сс TT    | BSA           | Билл Болдисон  | Сход             |
| 1974 | Sidecar 500сс TT    | König         | Билл Болдисон  | 2                |
| 1974 | Sidecar 750сс TT    | König         | Билл Болдисон  | Сход             |
| 1975 | Sidecar 500сс TT    | König         | Алан Гослинг   | Сход             |
| 1975 | Sidecar 1000сс TT   | König         | Алан Гослинг   | Сход             |
| 1976 | Sidecar 500сс TT    | Windle-Yamaha | Алан Гослинг   | Сход             |
| 1976 | Sidecar 1000сс TT   | Windle-Yamaha | Гордон Расселл | Сход             |
| 1977 | Sidecar (1-й заезд) | Yamaha        | Кенни Артур    | 1                |
| 1977 | Sidecar (2-й заезд) | Yamaha        | Кенни Артур    | Сход             |